# Veržej
Veržej – wieś w Słowenii, w gminie Veržej. W 2018 roku liczyła 924 mieszkańców.